# Viaduc de Faux-Namti
Le viaduc de Faux-Namti (Nami-ti), aussi connu sous les noms de pont à arbalètriersou Inverted V Bridge, ou Pont Renzi, chinois : 五家寨铁路桥 ; pinyin : wǔjiāzhài tiělù qiáo), est un pont ferroviaire à travée unique, situé dans le canton de Wantang du Xian de Pingbian, sur la rivière Sicha (四岔河), un affluent du fleuve Nanxi, dans la province chinoise du Yunnan. Depuis 2006, le pont est inscrit au Sites historiques et culturels majeurs protégés au niveau national en Chine.
Le pont enjambe une gorge de 102 m au-dessus de la rivière Sicha, un affluent de la Nanxi. Il est situé à 111 km du chemin de fer de Kunming-Hekou, la partie chinoise d'une partie du Chemins de fer de l'Indochine et du Yunnan. Le pont a été construit par la Société française de construction des Batignolles, entre mars 1907 et décembre 1908.
De chaque côté du pont sont deux tunnels creusés dans les montagnes de chaque côté de la gorge, avec une seule travée de 55 m qui s'étend entre eux. La longueur totale du pont de bout en bout est de 67,2 m. Le pont est soutenu par un arc à trois articulations en métal, composé de deux treillis triangulaires disposés de manière similaire aux feuilles d'un pont à bascule, avec l'apparition d'un très-ouvert lettre V inversé, d'où le nom de "Inverted V Bridge". les deux treillis sont réunis au centre et rivetés ensemble, formant une travée en travers de la gorge. Le talon de chaque treillis repose sur un joint à rotule ancré à une entaille dans la falaise. La construction du pont a été exceptionnellement difficile et coûteuse, nécessitant le développement de méthodes de construction novatrices pour faire face aux conditions difficiles physiques du site.

## Historique

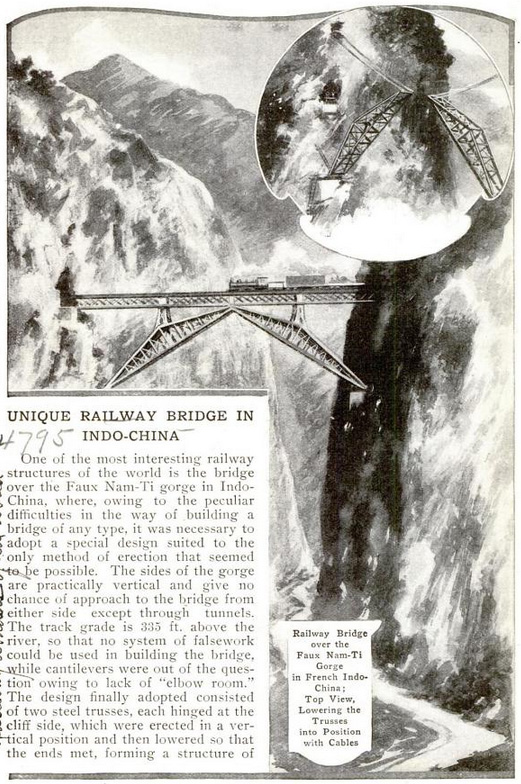
Pont à arbalétriers sur le Nam-Ti

Réalisée par la Société de construction des Batignolles, la construction du pont a été particulièrement difficile et coûteuse. Situé à une centaine de mètres au-dessus de la rivière Sicha, elle a nécessité le développement de nouvelles méthodes de construction, et son éloignement des grands centres de population a compliqué le transport des matériaux vers et à partir du site. Au moment où il était complet, les estimations de coûts initiales pour le chemin de fer ont été réévaluées de l'équivalent de 19,2 millions à 33,1 millions de dollars.
Après avoir éliminé la possibilité d'un pont en maçonnerie, les ingénieurs de la société se tournèrent vers une structure à base de poutres métalliques. Un pont de type porte-à-faux a été jugé hors de question. L'ingénieur Paul Bodin mis au point la solution, qui se composait de deux treillis triangulaires, disposés de manière similaire aux feuilles d'un pont basculant, et supportant un ensemble de faisceaux qui forment la travée du pont. Les treillis sont ancrés dans des encoches découpées plus bas dans la falaise.
Les travaux de maçonnerie initiales ont débuté le 1er février 1908.
L'installation des treillis a été achevée le 16 juillet 1908. Les treuils, actionnés manuellement, par des groupes de travailleurs, ont été utilisés pour abaisser les fermes, uniformément et de façon constante, l'une vers l'autre, jusqu'à ce que les deux bras se rencontrent au milieu. Manœuvres ensuite traversé dans la fente de chaque côté et conduit rapidement dans les broches et les rivets qui les deux fermes garanties fermement en place[précision nécessaire]. La tâche d'abaissement et de sécurisation des fermes n'a demandé que quatre heures, ce qui est alors considéré comme une prouesse remarquable. Deux tours en acier courts ont ensuite été érigées sur la partie centrale de chaque ferme pour supporter le tablier du pont, dont les éléments ont été mis à l'entrée du tunnel et lancés par arrachement[précision nécessaire] sur des rouleaux. L'installation de la poutre droite a été achevée le 30 novembre 1908. Une semaine plus tard, le 6 décembre 1908, le pont a été ouvert et le premier train a traversé la gorge.

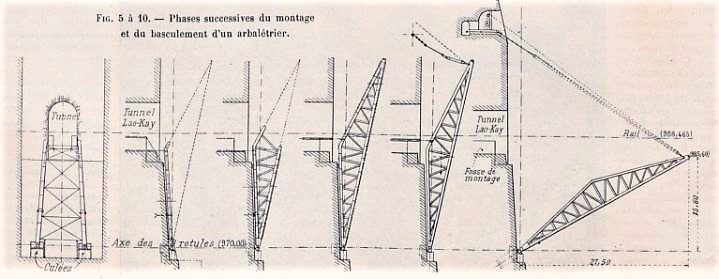
Montage et basculement d'un arbalétrier
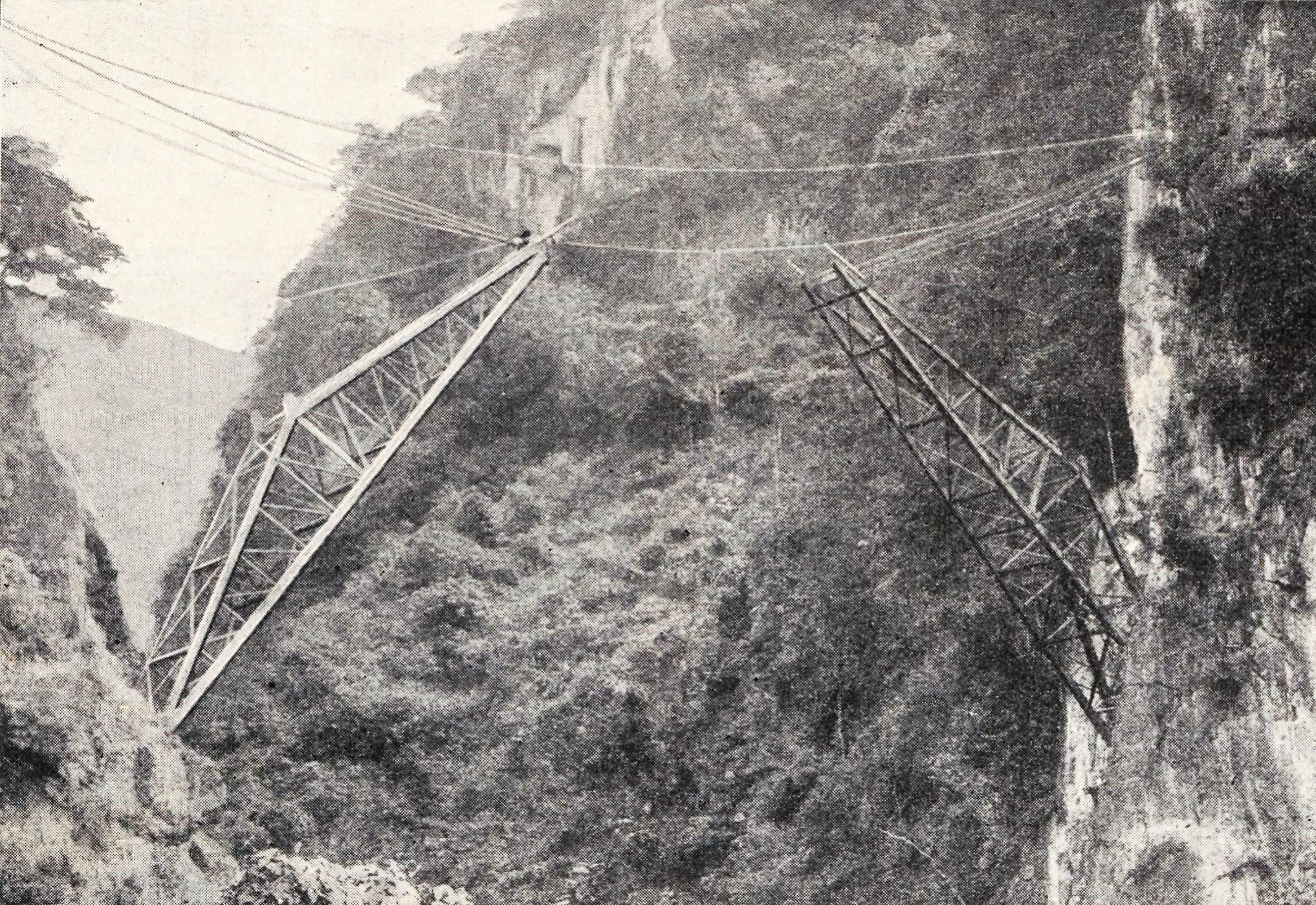
Basculement des arbalétriers
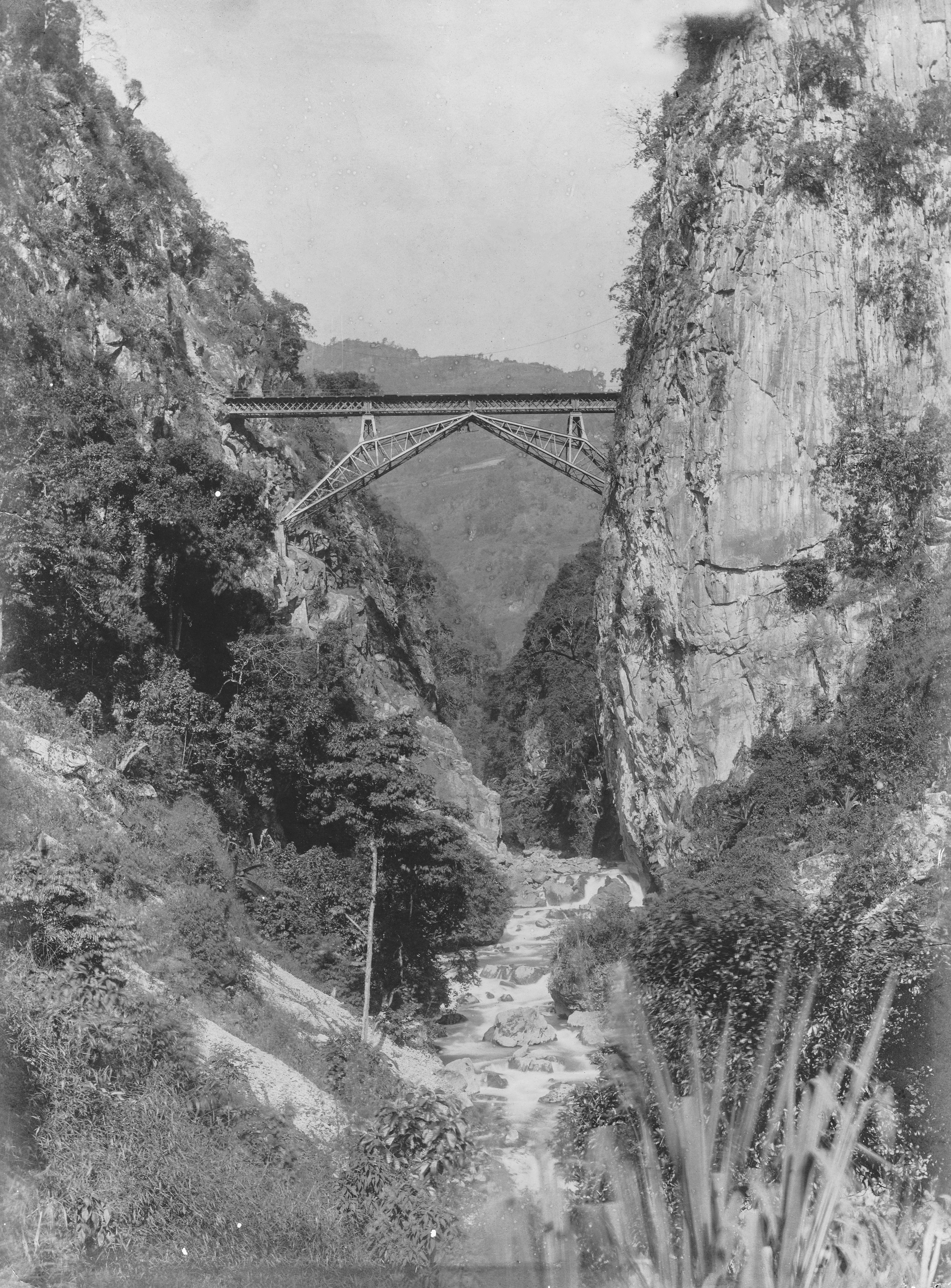

## Quelques dimensions
- Portée entre les appuis des arbalétriers : 55 m
- Distance entre les appuis du tablier sur les culées : 67,15 m
- Portée entre un appui d'arbalétrier et la pile intermédiaire adjacente : 12,75 m
- Portée entre une pile intermédiaire et l'appui central des arbalétriers : 14,75 m
- Hauteur entre la rivière du Faux-Namti et l'appui central des arbalétriers : 95 m[3]

## Sources
- Le chemin de fer du Yunnan et les Centraliens - 1902-1910
- « Pont ferroviaire de Nami-Ti », sur le site Structurae
- Le patronat français des travaux publics et les réseaux ferroviaires dans l’empire français : l’exemple du Chemin de fer du Yunnan (1898-1913). Rang Ri Park-Barjot, docteure de l’Université de Paris 4-Sorbonne.